# Teatre Condal
El Teatre Condal és un teatre ubicat al Paral·lel, número 91. Obert el 1903, continua en funcionament, en un nou edifici.

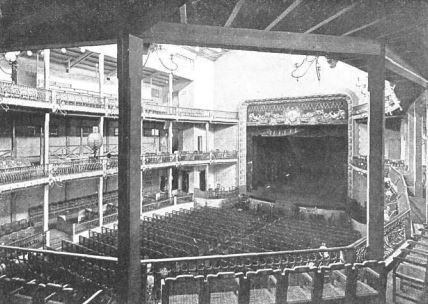
Any 1903

Nascut el 1903 com a Gran Teatre Onofri, on els Germans Onofri oferien actuacions de circ i pantomima. Es va inaugurar el 7 de maig; el teatre no va aconseguir els èxits esperats i l'empresari, Manuel Suñer, va haver de vendre el local. Aviat es va canviar el nom pel de Gran Teatro Condal i el 1909 va ésser reformat. A partir del 1911 van començar a fer-s'hi pel·lícules. Després de la Guerra civil espanyola, va anomenar-se Cine Condal.
El teatre original, amb platea i un pis, va ser transformat en dos locals separats: a la planta baixa es va deixar un bingo, i a la planta alta, l'amfiteatre de la sala, es va instal·lar el teatre: l'amfiteatre va convertir-se en la platea del nou teatre.
L'any 1983, els seus propietaris el van transformar de manera definitiva en un espai d'exhibició teatral i pocs anys més tard, el 1992, el Grup Focus se’n va fer càrrec de la gestió. La línia de programació es basa en la comèdia de qualitat, però dirigida al gran públic.
El 1984 s'hi va estrenar l'òpera de Xavier Benguerel i Godó Spleen, amb llibret de Lluís Permanyer i escenografia de Joan-Josep Tharrats i Vidal.
Ha acollit obres de gran èxit com ara La jaula de las locas, Mamaaa! i Matar al Presidente, protagonitzades per la parella Paco Morán-Joan Pera, Políticament incorrecte, El sopar dels idiotes, Òscar, una maleta, dues maletes, tres maletes i Enfermo imaginario.
La sala actual té 697 seients, en una platea inclinada.